# 71 Pegasi
71 Pegasi, eller HW Pegasi, är en pulserande variabel av halvregelbunden typ (SRC) i stjärnbilden Pegasus.
71 Pegasi har visuell magnitud +5,32 och varierar med 0,3 magnituder utan fastställd periodicitet. Den befinner sig på ett avstånd av ungefär 520 ljusår.